# Mokorreta
Mokorreta est toponyme basque signalant des éperons ou des sommets intermédiaires utilisés comme gaztelu zahar. Il est simplement composé de :
- mokor 'tertre' et
- du suffixe locatif (ou simple avatar de déclinaison) -eta.

On trouve les toponymes suivants :
- Mokorreta (453 m), éperon dominant le col du village de Macaye.
- Mokorreta (680 m), mont au sud de Lecumberry.